# Jan van Horne (1531-1606)
Jan van Horne (1531 - Utrecht, 11 november 1606) was een Nederlands edelman ten tijde van de Opstand.
Hij was van 1542 tot 1578 heer van Baucigny, Lokeren, Kessel, Boxtel en Liempde. 

## Levensloop
Jan was de zoon van Filips van Horne (1500-1541) en Clara van Renesse van Elderen.
In opdracht van keizer Karel V werd hij opgevoed door René van Chalon, die hem echter ook anti-Spaanse denkbeelden bijbracht. Hoewel hij de heerlijkheden erfde was hij in 1541 nog minderjarig, zodat Clara tot haar dood in 1554 het beheer erover waarnam. In hetzelfde jaar ging hij op Kasteel Stapelen wonen.
Hij was een studiegenoot en vriend van Hendrik van Brederode van wie hij, na zijn dood, de nagedachtenis verdedigde.
Jan was een bondgenoot van Willem van Oranje en was een van de edelen die in 1566 het Smeekschrift der Edelen aanbood aan Margaretha van Parma. Toen in 1567 de Hertog van Alva in de Nederlanden arriveerde moest hij dan ook vluchten naar Kleef. Hier bekeerde hij zich tot het calvinisme. Uiteindelijk werden al zijn bezittingen in 1578 in beslag genomen door koning Filips II.
Zijn zoon Gerard, die wél trouw aan de koning was gebleven, verkreeg in 1580 de heerlijkheden Boxtel, Liempde, en Baucigny.
Hij was gouverneur van Dordrecht en 's-Hertogenbosch, maar moest van daaruit vluchten toen de geuzen verjaagd werden. Men oordeelde over hem: Wij achten hem geen gouverneur. Laat hem tot Boxtel knollen braden en zijn boeren regeren.
In 1579 waren bovendien zijn bezittingen in Boxtel, waaronder Kasteel Stapelen, deels vernield door toedoen van de troepen van Hohenlohe.
Uiteindelijk kwam Jan in Utrecht terecht, waar hij kennis maakte met de geleerde Arnold Buchelius die van 1591-1592 als secretaris in zijn dienst was.
Hij werd begraven in het familiegraf van de familie Brederode dat zich bevond in het koor van de Grote Kerk te Vianen.

## Huwelijken en kinderen
In 1555 trouwde hij met Maria van Sint-Aldegonde (1535-1564). Hun kinderen waren:
- Anna van Horne (1560-)
- Clara van Horne (1560-1599)
- Maximiliaan van Horne (1560-1613), die heer zou worden van Lokeren
- Gerard van Horne (1560-1612), die heer zou worden van Baucigny en Boxtel
- Maria van Horne
- Walburga van Horne, die kanunnikes werd te Bergen

Op 22 juni 1575 volgde een tweede huwelijk, nu met Anna van Vlodrop. Hun kinderen waren, o.a.:
- Willem Adriaan van Horne (1580-1625) heer van Kessel, trouwde met Elisabeth van der Meer, de dochter van Philips van der Meer heer van Seventhem en Wilhelmina van Beieren-Schagen.
- Johanna van Horne
- Anna Maria van Horne

In 1596 trouwde hij met Anna van Brederode, die 20 jaar jonger was dan hij.